# Chiesa di San Giovanni Grisostomo
San Giovanni Crisostomo (Grisostomo) è un santuario di Venezia, situato nel sestiere di Cannaregio, lungo la calle che collega la Strada Nova con Campo San Bortolomio.

## Storia
Questa piccola chiesa fu costruita nell'XI secolo in una zona di Venezia già allora molto ricca, come ora. La facciata guarda verso la calle principale mentre le due pareti si affacciano su altrettanti campielli.
Il primo campanile si trovava di fronte, oltre la calle.
Nel 1475 la chiesa andò distrutta, non si sa se in parte o completamente, in un incendio che coinvolse la zona, bruciando anche molte case fra cui quella di Marco Polo che si trovava nella corte del Milion, nelle immediate vicinanze.
Nel 1488 papa Innocenzo VIII concesse un'indulgenza dei peccati a chiunque avesse contribuito economicamente alla sua ricostruzione.
I lavori iniziarono nel 1495 su progetto di Mauro Codussi, che però morì nel 1504 e non vide la fine dei lavori. Venne finita attorno al 1525 ma già nel 1531 iniziarono i lavori voluti dal Senato veneziano per allargare la calle di fronte. Nel 1590 venne ultimato il campanile attuale.
Il 26 febbraio 1918 subì un danneggiamento della facciata a causa dei bombardamenti austriaci.

## Descrizione
La sua pianta è a croce greca, regolare, con due navate che si incrociano perfettamente e con i classici quattro pilastri che sorreggono le arcate sulle quali poggia la cupola emisferica.
L'opera più importante è senz'altro la pala dell'altare di Giovanni Bellini, del 1513, con i Santi Cristoforo, Girolamo e Ludovico di Tolosa, commissionata da Giorgio Diletti il 13 luglio 1494 nel suo testamento. È un'allegoria della Chiesa: san Girolamo, il Dottore della Chiesa intellettuale, si trova più vicino a Dio quale suprema congiunzione tra vita liturgica attiva e contemplativa; san Ludovico di Tolosa, il nobile che lasciò tutto per farsi francescano, simboleggia invece l'estrema contemplazione e san Cristoforo l'azione. Questa è considerata l'ultima opera di Giovanni Bellini ormai ultraottantenne.
Importante anche una tela di Sebastiano del Piombo, voluta, da testamento, da Caterina Contarini e Nicolò Morosini, e mostra un San Giovanni Crisostomo molto umile e umano.
Sulle pareti si possono ammirare la Traslazione del corpo di san Giovanni Grisostomo di Zaccaria Facchinetti, 1610, e San Giovanni Grisostomo ordinato vescovo di Alvise Dal Friso.
Infine la pala marmorea di Tullio Lombardo Incoronazione della Vergine fra gli Apostoli, voluta dalla famiglia Bernabò de Catenariis di Montepulciano.
Sull'unico soffitto piano, nel braccio davanti al presbiterio, sono disposti nove comparti di varie dimensioni nei quali si trova il Santo Padre tra putti e Cherubini di Giuseppe Diamantini.
L'organo attuale, a trasmissione elettro-pneumatica, è stato costruito dalla ditta Tamburini di Crema tra il 1943 e il 1949, probabilmente sulle basi di un organo più antico, poi andato distrutto, di cui si conservano ancora alcune canne e la cantoria.
Negli anni 80 sono stati aggiunti alcuni registri ed è stata cambiata la trasmissione (da meccanica ad elettro-pneumatica).
Nel 2025, dopo anni di abbandono, viene messo in atto un consistente servizio di manutenzione e pulitura (tutt'ora in atto) ad opera dell'organaro veneziano Pasquale Ferrari.

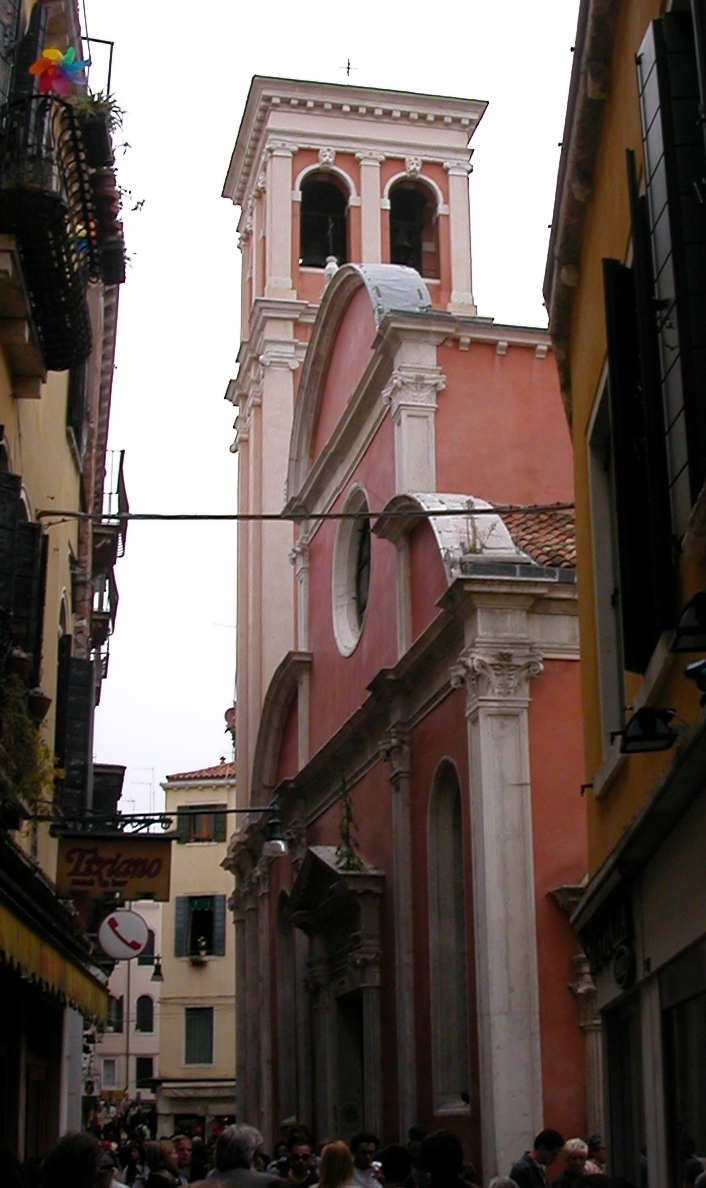
Esterno
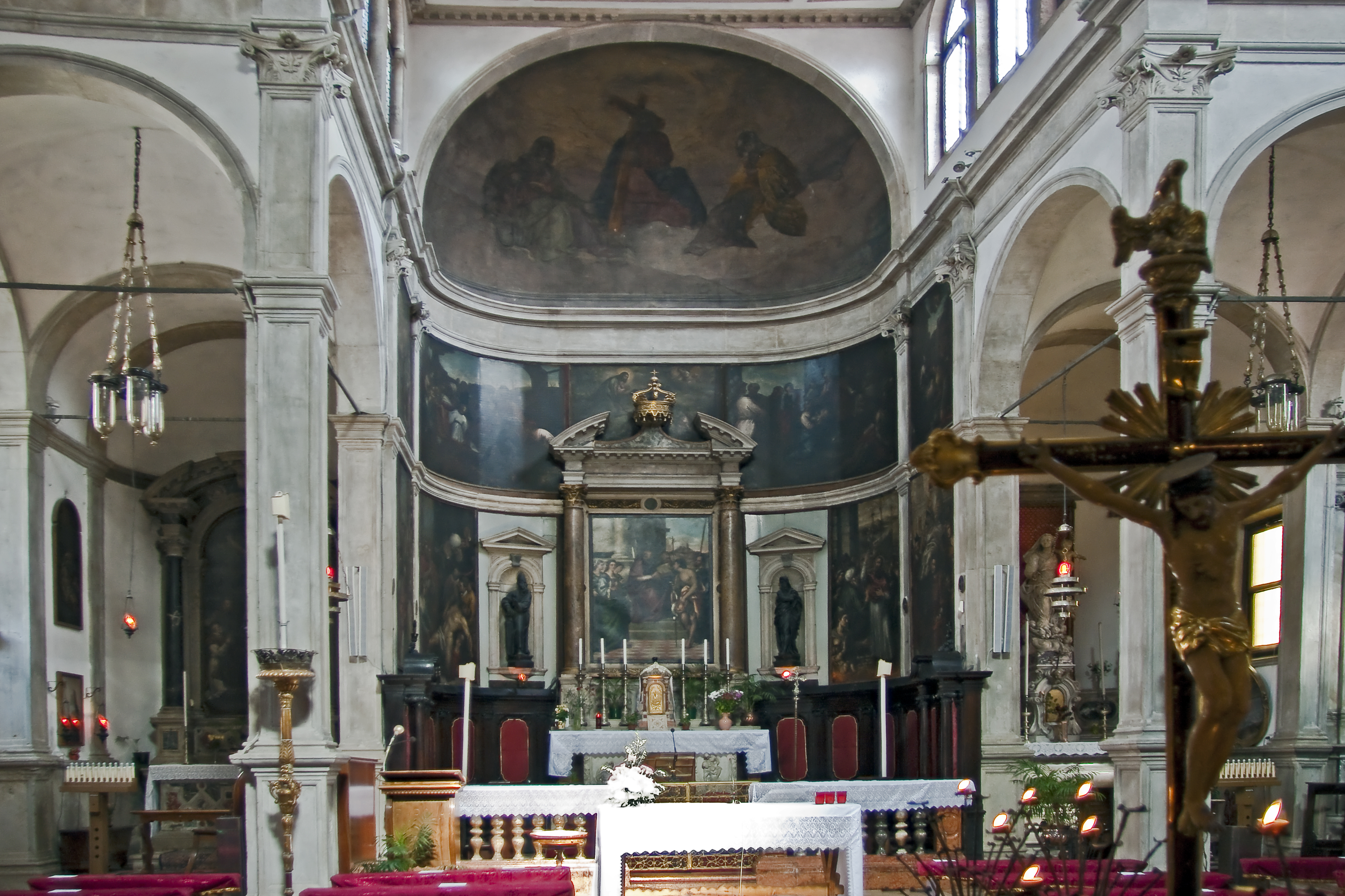
Visto dall'interno della chiesa.
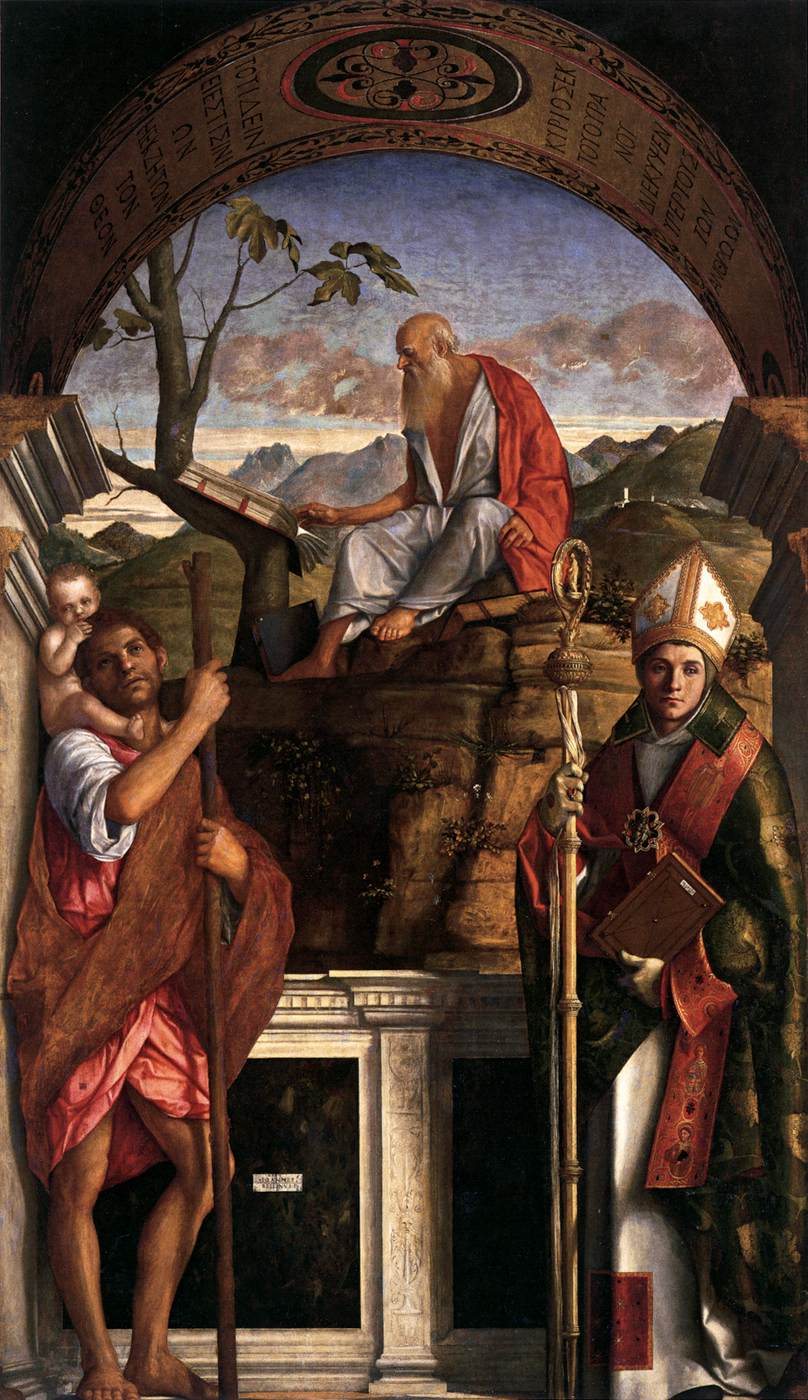
Santi Cristoforo, Girolamo e Ludovico di Tolosa di Giovanni Bellini
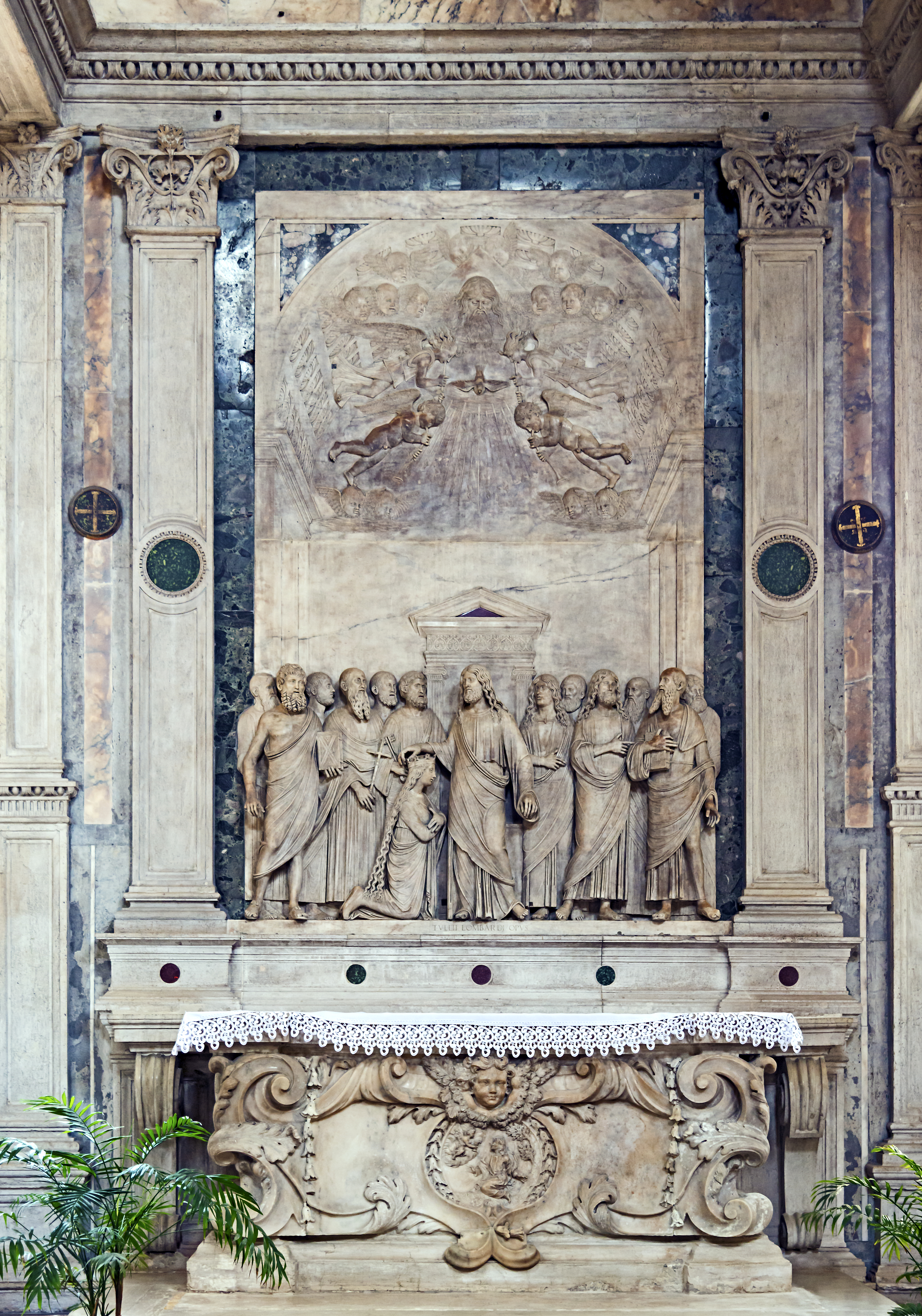
Altare con l'Incoronazione della Vergine fra gli Apostoli di Tullio Lombardo.
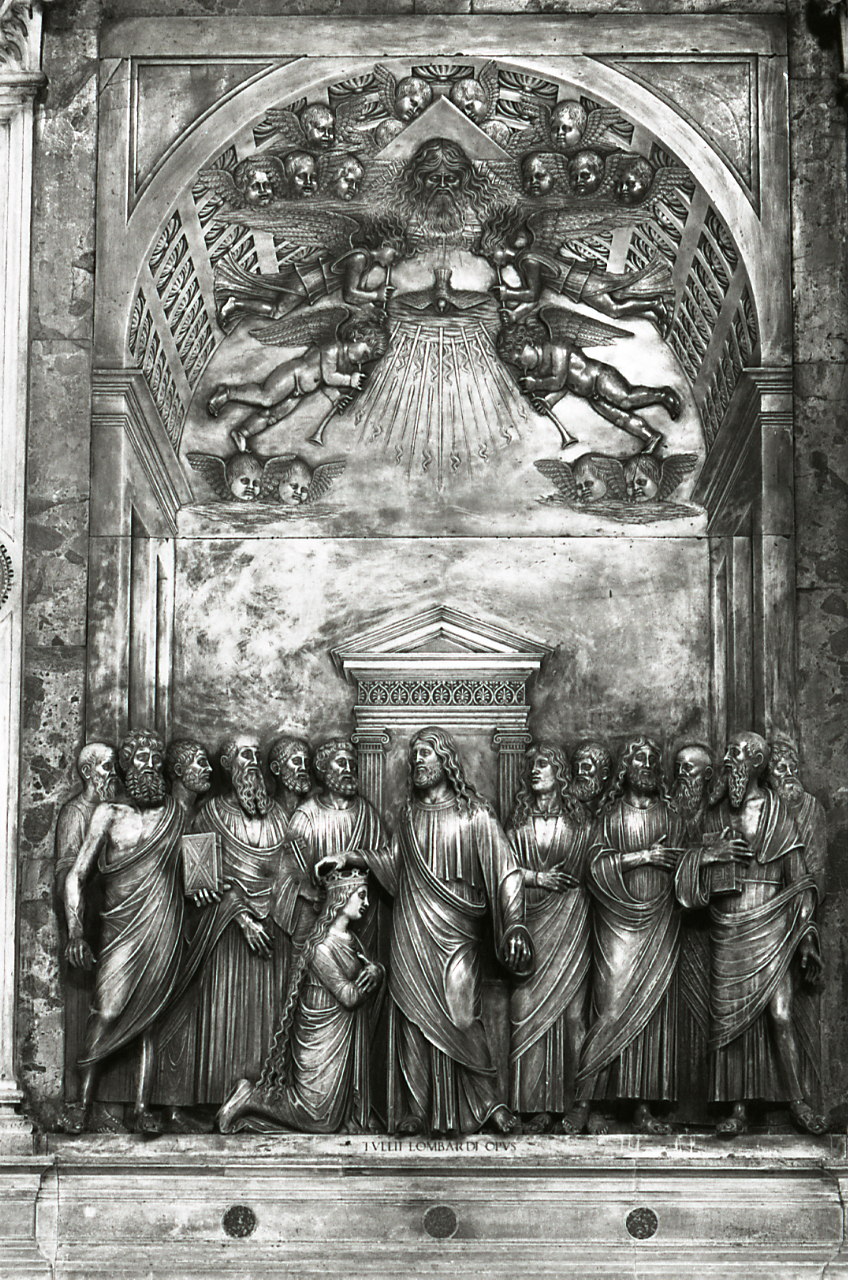
Incoronazione della Vergine fra gli Apostoli di Tullio Lombardo, dettaglio. Foto di Paolo Monti, 1977
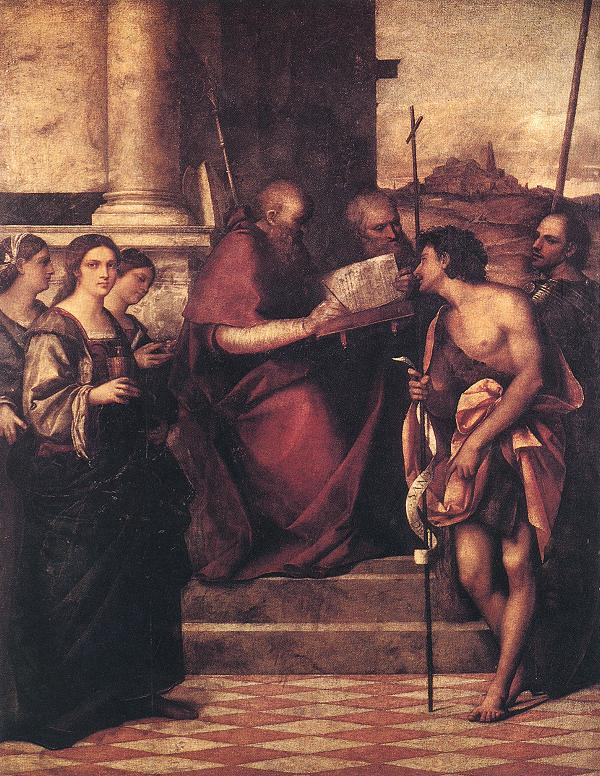
Pala di San Giovanni Crisostomo di Sebastiano del Piombo
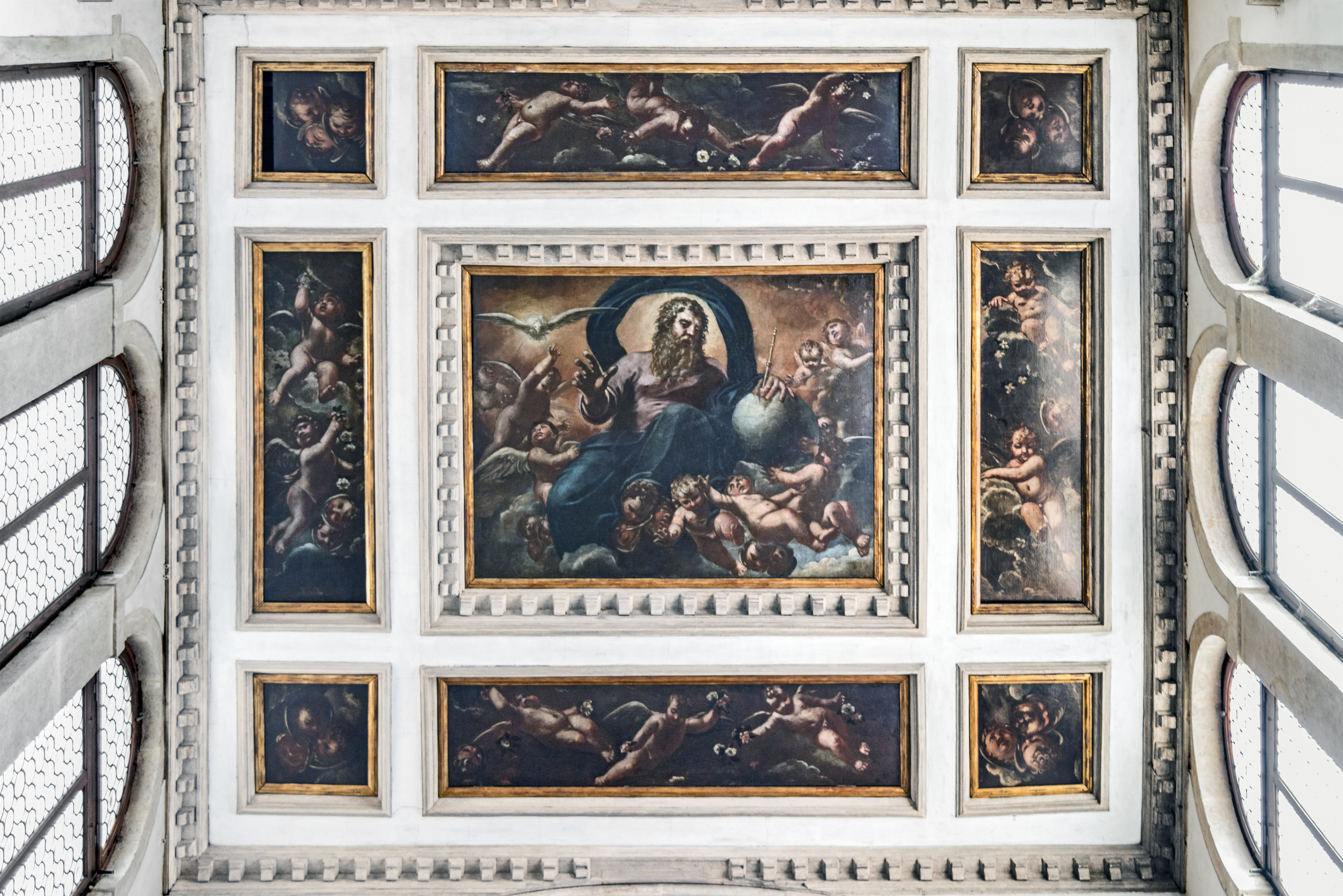
Dio Padre, di Giuseppe Diamantini